# Convento de Santa Bárbara da Corunha

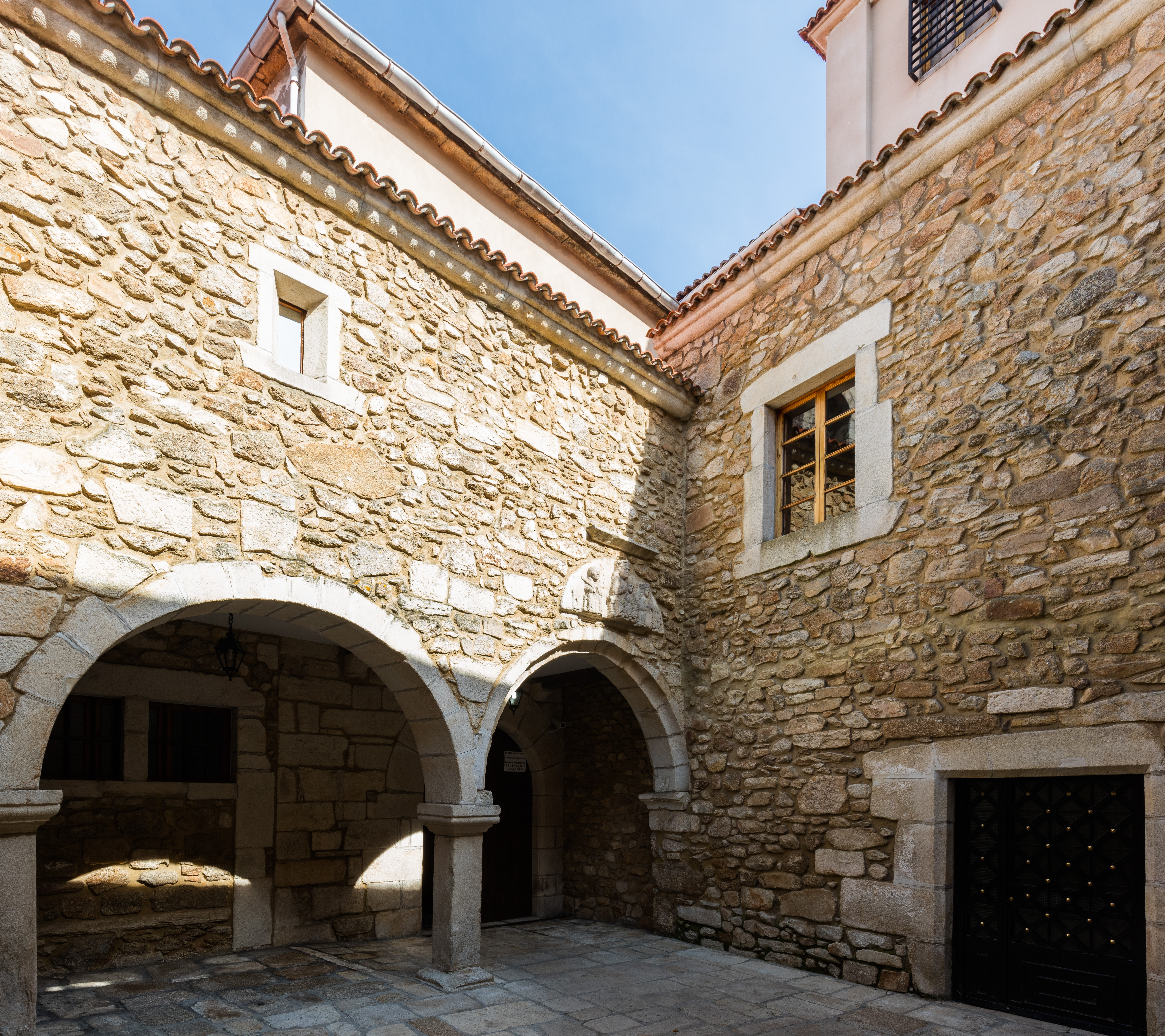
Interior do convento.

O convento de Santa Bárbara é um convento de clausura situado na praça homónima da Cidade Velha da Corunha.
O convento construiu-se sobre uma capela do século XV próxima à muralha de Corunha. Aparece citado pela primeira vez num documento de 1444 e a sua fundação foi aprovada em 1491 pelo papa Alexandre VI.
A partir do século XVI o convento consolidou-se e recebeu um grande número de doações. Ademais acolheu as monges que chegaram em 1682 para fundar a ordem das Maravilhas, que se estabeleceram no que mais tarde foi o convento das Capuchinas.
O edifício foi modificado e alargado em múltiplas ocasiões.

## Descrição
Do edifício medieval não se conserva mais que o relevo que preside a porta e que foi colocado lá em 1613 e que pode ter pertencido a um baldaquino ou a um sarcófago gótico do século XIV. Representa a peregrinação como uma das vias penitenciais para a salvação. Mostra o Juízo final e está presidido pela Trindade; o Pai Eterno sustém a Cristo crucificado, acompanhado pela lua e o sol. À esquerda, o arcanjo São Miguel pesa as almas de peregrinos e monges que vão chegando pela direita, entre árvores. À direita aparecem São Miguel e um dragão. No interior, outro relevo (pertencente talvez à capela primitiva) mostra Santa Catarina e Santa Bárbara.
O edifico possui um pátio de acesso à igreja e uma torre de miradouro. O mural que fecha o largo a que dão os dormitórios das monges foi desenhado por Fernando de Casas Novoa na primeira metade do século XVIII. A lentidão da sua construção explica a data 1786 que aparece na fachada.